# موزه یک هزار
موزه یک هزار یک آپارتمان مسکونی مرتفع در میامی، فلوریدا، ایالات متحده است. این ساختمان که در بلوار ۱۰۰۰ بیسکین، روبروی پارک موزه واقع شده و توسط معمار برنده جایزه پریتزکر، زاها حدید، طراحی شده‌است. مدیر پروژه معماران زاها حدید، کریس لپین، پس از مرگ حدید، این پروژه را به پایان رساند. این ساختمان ۶۲ طبقه در سال ۲۰۱۹ تکمیل شده‌است و با ارتفاع ۷۰۷ فوتی (۲۱۵ متری) یکی از بلندترین ساختمان‌های میامی به‌شمار می‌رود.
پایه عمیق برای ثبت عمق بیش از ۱۷۰ فوت (۵۲ متر) توسط بنیاد HJ، بخشی از گروه کلر، به حفاری احتیاج داشت. عمق دو توده ریخته‌گری رکوردی را برای شهرستان میامی-داد که اخیراً توسط بنیاد HJ در برج طراحی پورشه در ساحل جزایر سانی تنظیم شده بود، شکست.
طراحی عجیب و غریب ساختمان دارای اسکلت بیرونی منحنی است که تا حدی بالکن‌ها را پنهان می‌کند که همچنین در خدمت اهداف ساختاری است و به فضای داخلی ستون کمتری می‌دهد. برای برآوردن نرمی و پایان طرح‌های معمار، ستون‌ها با کارهای فرم دائمی بتن مسلح الیاف شیشه به پایان رسید. تأثیر طرح و ارتفاع بر روی بار باد بخشی از دلیل عمیق بودن پایه است. این ساختمان فوق‌العاده لوکس در نظر گرفته شده‌است، شامل حدود ۸۴ واحد بزرگ با قیمتی در حدود دو برابر هزینه هر فوت مربع از برج‌های کانکس در مجاورت ساختمان، با امکاناتی که احتمالاً شامل یک بالگرد روی پشت بام است.
در اوایل سال ۲۰۱۸، قبل از اینکه ساختمان به پایان برسد، یک قسمت از ساخته‌های غیرممکن PBS این ساختمان را نشان می‌داد، که آنها از آن به عنوان "برج عقرب" نام بردند و آن را به عنوان "یکی از پیچیده‌ترین آسمان خراش‌ها ساخته‌اند که تاکنون ساخته شده‌است. از روی تخته نقاشی خارج شود.

## طرح
هزار موزه توسط معمار عراقی-بریتانیایی زاها حدید طراحی شد، اولین برج مسکونی زاها حدید در نیمکره غربی و یکی از آخرین پروژه‌هایی بود که حدید در طول زندگی خود طراحی کرد. این طرح در همکاری با O'Donnell Dannwolf Partners Architects، یک شرکت معماری محلی طراحی شده‌است.
از ویژگی‌های قابل توجه ساختمان اسکلت بیرونی منحنی است که به فضای داخلی امکان ستون کمتری می‌دهد. اسکلت خارجی از ۵۰۰۰ قطعه بتن مسلح با الیاف شیشه تشکیل شده‌است. این قطعات در اوایل مراحل ساخت از دبی حمل شد. اسکلت بیرونی در جلوی نمای شیشه ای قرار دارد.
این ساختمان در فوریه ۲۰۱۸ ساخته شد.

## امکانات
این ساختمان شامل ۸۴ محل سکونت ، متشکل از یک پنت هاوس دو طبقه دو طبقه، ۴ خانه شهری، ۱۰ اقامتگاه در طبقه کامل و ۷۰ واحد نیم طبقه است.
یک استخر شنا در بالای ساختمان نصب شده‌است، که توسط یک سقف فلزی منحنی، وجهی پوشانده شده‌است که آب را منعکس می‌کند. فضای دو ارتفاع توسط استخر از یک طرف و یک منطقه نشیمن از طرف دیگر اشغال شده‌است. یک طرح سایبان فلزی مشابه برای میله استفاده شده‌است. یک آبگرم، اتاق زیبایی و سالن زیبایی دو اتاقه، آبمیوه و آب میوه که توسط Raw Republic تأمین می‌شود و یک منطقه آفتاب گرفتن نیز در کنار یک برج چند رسانه ای نصب شده‌است.

## نگارخانه

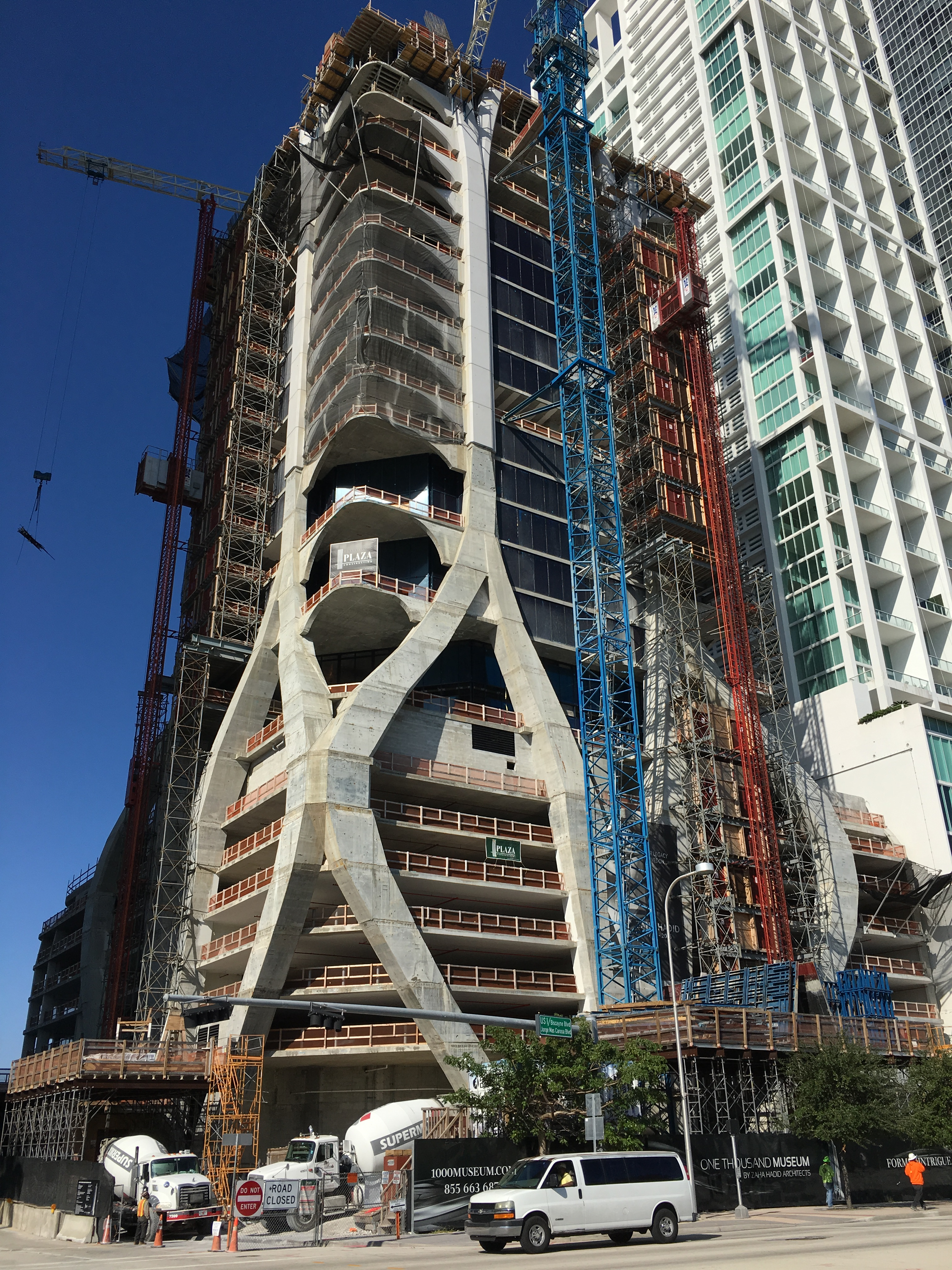
December 2016
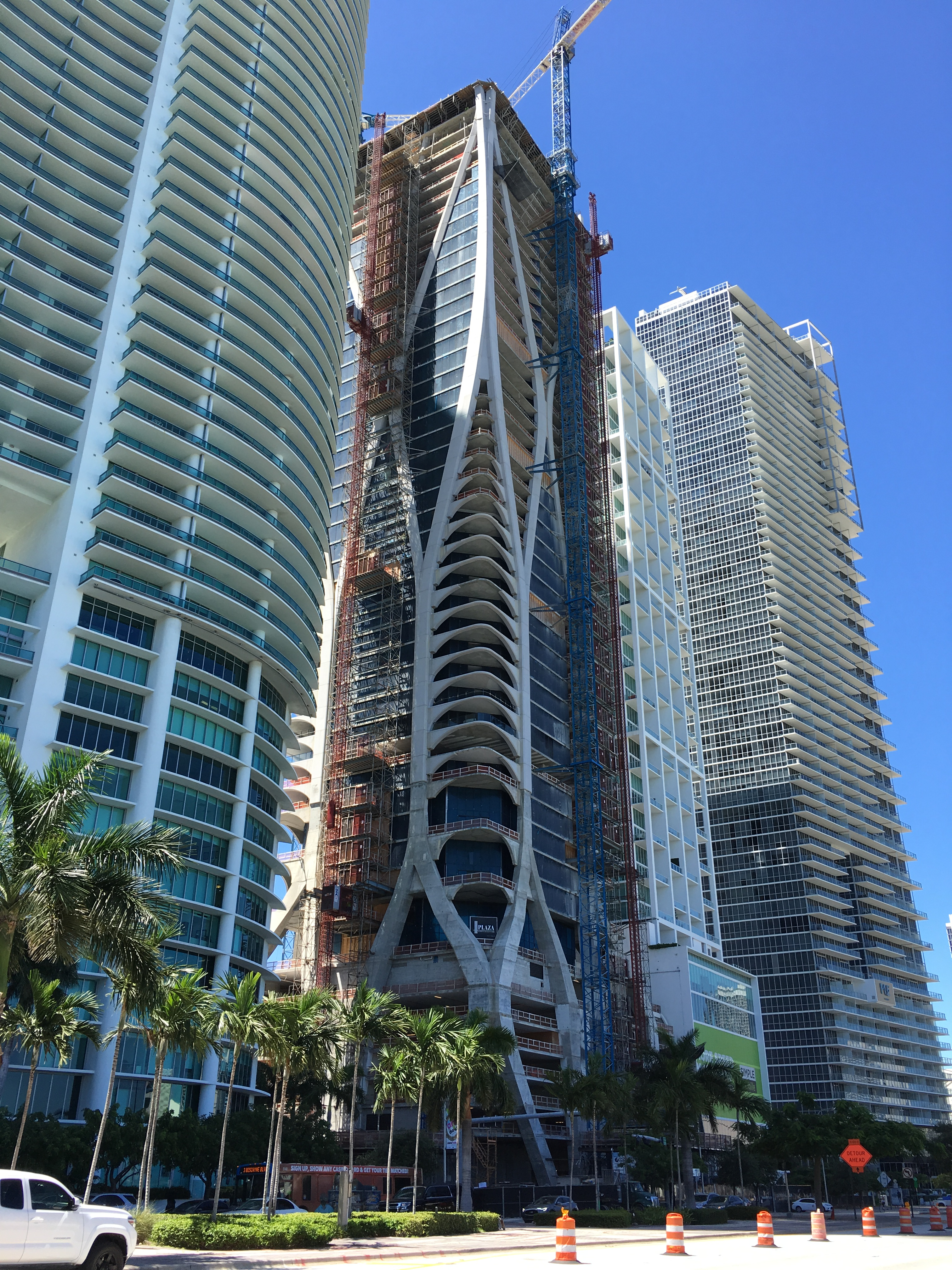
August 2017
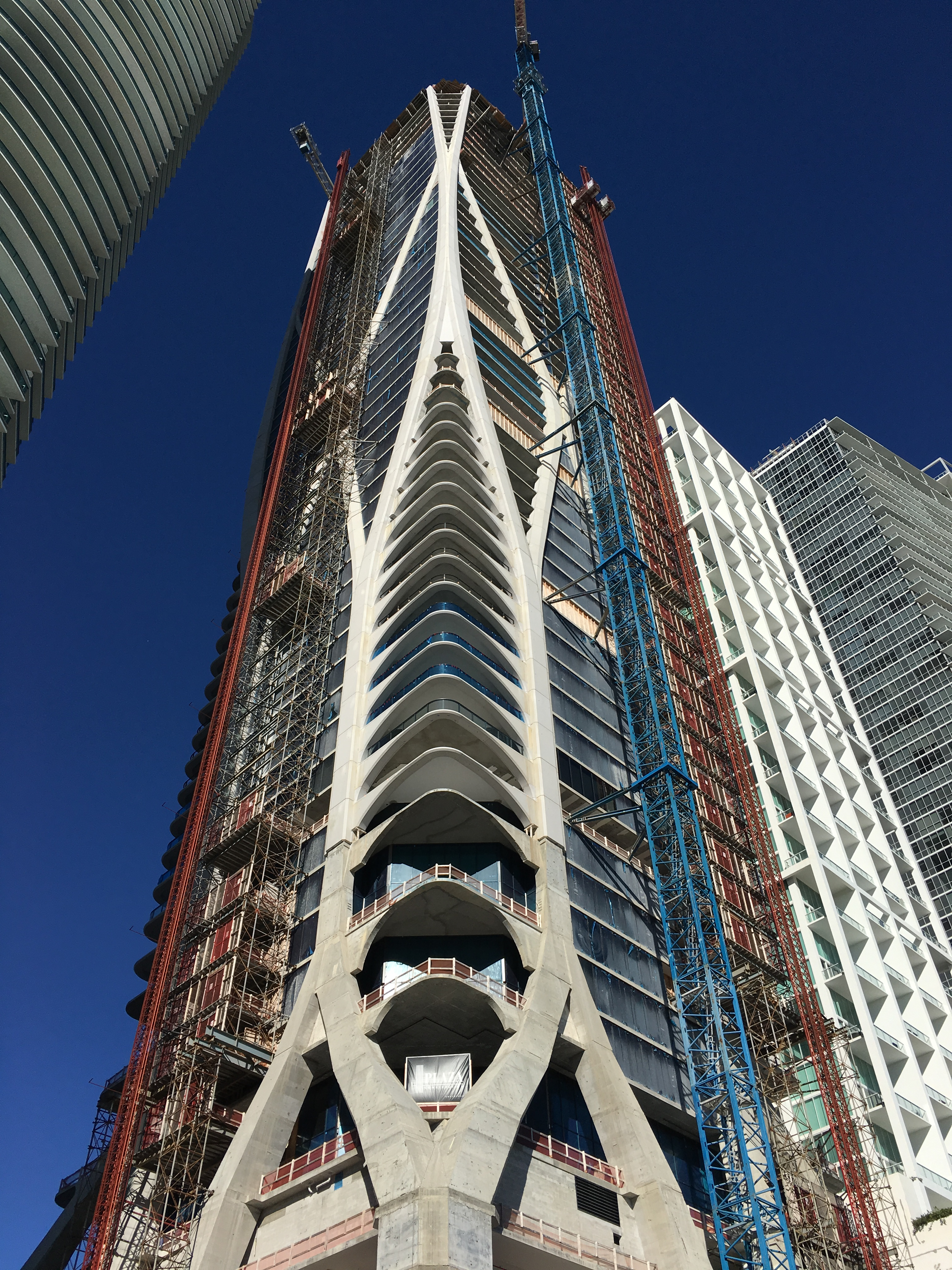
December 2017; exoskeleton is clearly shown.